# Trofeum TIM
Trofeum TIM (Trofeo TIM) - coroczny turniej piłkarski we Włoszech, rozgrywany przed rozpoczęciem sezonu począwszy od 2001 roku. Biorą w nim udział trzy najbardziej utytułowane włoskie zespoły: Juventus F.C., A.C. Milan i Inter Mediolan.
Turniej sponsorowany jest przez Telecom Italia Mobile, włoskiego operatora telefonii komórkowej.

## System rozgrywek
Mecze trwają po 45 minut. W przypadku remisu przeprowadzana jest seria rzutów karnych. Zwycięzca pierwszego meczu gra w trzecim spotkaniu, przegrany w drugim. W turnieju zwycięża drużyna, która zdobędzie najwięcej punktów.
Punkty przyznawane są w następujący sposób:
- 3 punkty za zwycięstwo w czasie regulaminowym
- 2 punkty za zwycięstwo w rzutach karnych
- 1 punkt za porażkę w rzutach karnych
- 0 punktów za porażkę w czasie regulaminowym

## Podsumowanie
Najwięcej zwycięstw osiągnął Inter Mediolan (8), następnie A.C. Milan (4), a Juventus F.C. wygrał tylko raz.
| Lp. | Rok  | Stadion i miasto                 | 1. miejsce     | 2. miejsce     | 3. miejsce     |
| --- | ---- | -------------------------------- | -------------- | -------------- | -------------- |
| 1   | 2001 | Stadio Nereo Rocco Triest        | A.C. Milan     | Juventus F.C.  | Inter Mediolan |
| 2   | 2002 | Stadio Nereo Rocco Triest        | Inter Mediolan | A.C. Milan     | Juventus F.C.  |
| 3   | 2003 | Stadio Del Conero Ankona         | Inter Mediolan | Juventus F.C.  | A.C. Milan     |
| 4   | 2004 | Stadion Giuseppe Meazzy Mediolan | Inter Mediolan | A.C. Milan     | Juventus F.C.  |
| 5   | 2005 | Stadio Nereo Rocco Triest        | Inter Mediolan | A.C. Milan     | Juventus F.C.  |
| 6   | 2006 | Stadion Giuseppe Meazzy Mediolan | A.C. Milan     | Juventus F.C.  | Inter Mediolan |
| 7   | 2007 | Stadion Giuseppe Meazzy Mediolan | Inter Mediolan | A.C. Milan     | Juventus F.C.  |
| 8   | 2008 | Stadio Olimpico Turyn            | A.C. Milan     | Juventus F.C.  | Inter Mediolan |
| 9   | 2009 | Stadio Adriatico Pescara         | Juventus F.C.  | Inter Mediolan | A.C. Milan     |
| 10  | 2010 | Stadio San Nicola Bari           | Inter Mediolan | A.C. Milan     | Juventus F.C.  |
| 11  | 2011 | Stadio San Nicola Bari           | Inter Mediolan | Juventus F.C.  | A.C. Milan     |
| 12  | 2012 | Stadio San Nicola Bari           | Inter Mediolan | Juventus F.C.  | A.C. Milan     |
| 13  | 2013 | Stadio San Nicola Bari           | Sassuolo       | Juventus F.C.  | A.C. Milan     |
| 14  | 2014 | Stadio San Nicola Bari           | A.C. Milan     | Juventus F.C.  | Sassuolo       |

## Wyniki

### Rok 2001
| Poz. | Zespół   | Pkt |
| ---- | -------- | --- |
| 1    | Milan    | 5   |
| 2    | Juventus | 2   |
| 3    | Inter    | 2   |

- Inter - Milan 0:0, karne 3-5
- Inter - Juventus 0:0, karne 2-3
- Milan - Juventus 1:0 (Kaładze 31')

### Rok 2002
| Poz. | Zespół   | Pkt |
| ---- | -------- | --- |
| 1    | Inter    | 4   |
| 2    | Milan    | 3   |
| 3    | Juventus | 2   |

- Juventus - Inter 0:0, karne 4-2
- Inter - Milan 2:0 (Vieri 18'(k), 32')
- Milan - Juventus 1:0 (Szewczenko 17')

### Rok 2003
| Poz. | Zespół   | Pkt |
| ---- | -------- | --- |
| 1    | Inter    | 6   |
| 2    | Juventus | 3   |
| 3    | Milan    | 0   |

- Juventus - Milan 1:0 (Appiah 30')
- Inter - Milan 1:0 (Kallon 5')
- Inter - Juventus 1:0 (Crespo 3')

### Rok 2004
| Poz. | Zespół   | Pkt |
| ---- | -------- | --- |
| 1    | Inter    | 5   |
| 2    | Milan    | 4   |
| 3    | Juventus | 0   |

- Inter - Juventus 1:0 (Martins 37')
- Milan - Juventus 2:0 (Pozzi 4', Ambrosini 9')
- Inter - Milan 0:0, karne 5-4

### Rok 2005
| Poz. | Zespół   | Pkt |
| ---- | -------- | --- |
| 1    | Inter    | 5   |
| 2    | Milan    | 4   |
| 3    | Juventus | 0   |

- Inter - Milan 0:0, karne 5-4
- Juventus - Milan 1:2 (Trézéguet 36' - Vieri 8'(k), Rui Costa 24')
- Juventus - Inter 0:1 (Martins 43')

### Rok 2006
| Poz. | Zespół   | Pkt |
| ---- | -------- | --- |
| 1    | Milan    | 6   |
| 2    | Juventus | 2   |
| 3    | Inter    | 1   |

- Inter - Milan 1:2 (Cruz 19' - Favalli 31', Borriello 35')
- Inter - Juventus 1:1, karne 3-4 (Figo 26' - Del Piero 5')
- Milan - Juventus 3:1 (Seedorf 26', 45+2', Kakà 38', - Zalayeta 5')

### Rok 2007
| Poz. | Zespół   | Pkt |
| ---- | -------- | --- |
| 1    | Inter    | 5   |
| 2    | Milan    | 3   |
| 3    | Juventus | 1   |

- Inter - Juventus 0:0, karne 5-4
- Milan - Juventus 1:0 (Gilardino 26')
- Milan - Inter 0:1 (Recoba 28')

### Rok 2008
| Poz. | Zespół   | Pkt |
| ---- | -------- | --- |
| 1    | Milan    | 4   |
| 2    | Juventus | 4   |
| 3    | Inter    | 1   |

- Juventus - Milan 2:2, karne 2-4 (Trézéguet 9', Marchionni 12' - Seedorf 8', 43')
- Juventus - Inter 1:0 (Iaquinta 27')
- Milan - Inter 0:0, karne 4-3

### Rok 2009
| Poz. | Zespół   | Pkt |
| ---- | -------- | --- |
| 1    | Juventus | 5   |
| 2    | Inter    | 4   |
| 3    | Milan    | 0   |

- Juventus - Inter 1:1, karne 6-5 (Amauri 44' - Tiago Motta 25')
- Milan - Inter 0:1 (Balotelli 30')
- Juventus - Milan 2:0, (Amauri 14', Iaquinta 33')

### Rok 2010
| Poz. | Zespół   | Pkt |
| ---- | -------- | --- |
| 1    | Inter    | 5   |
| 2    | Milan    | 3   |
| 3    | Juventus | 1   |

- Juventus - Inter 0:1, (Sneijder 26')
- Juventus - Milan 1:1, karne 2-4 (Diego 33' - Ronaldinho 21')
- Inter - Milan 0:0, karne 3-2

### Rok 2011
| Poz. | Zespół   | Pkt |
| ---- | -------- | --- |
| 1    | Inter    | 5   |
| 2    | Juventus | 4   |
| 3    | Milan    | 0   |

- Juventus - Inter 1:1, karne 5-6 (Vucinic 9' - Ranocchia 16')
- Juventus - Milan 2:1, (Vidal 21', Matri 47' - Cassano 13')
- Milan - Inter 0:1, (Milito 28')